# توماس شوستر
توماس شوستر (بالألمانية: Thomas Schuster)‏ هو اقتصادي ألماني، ولد في 1966.